# Tadeusz Tertil

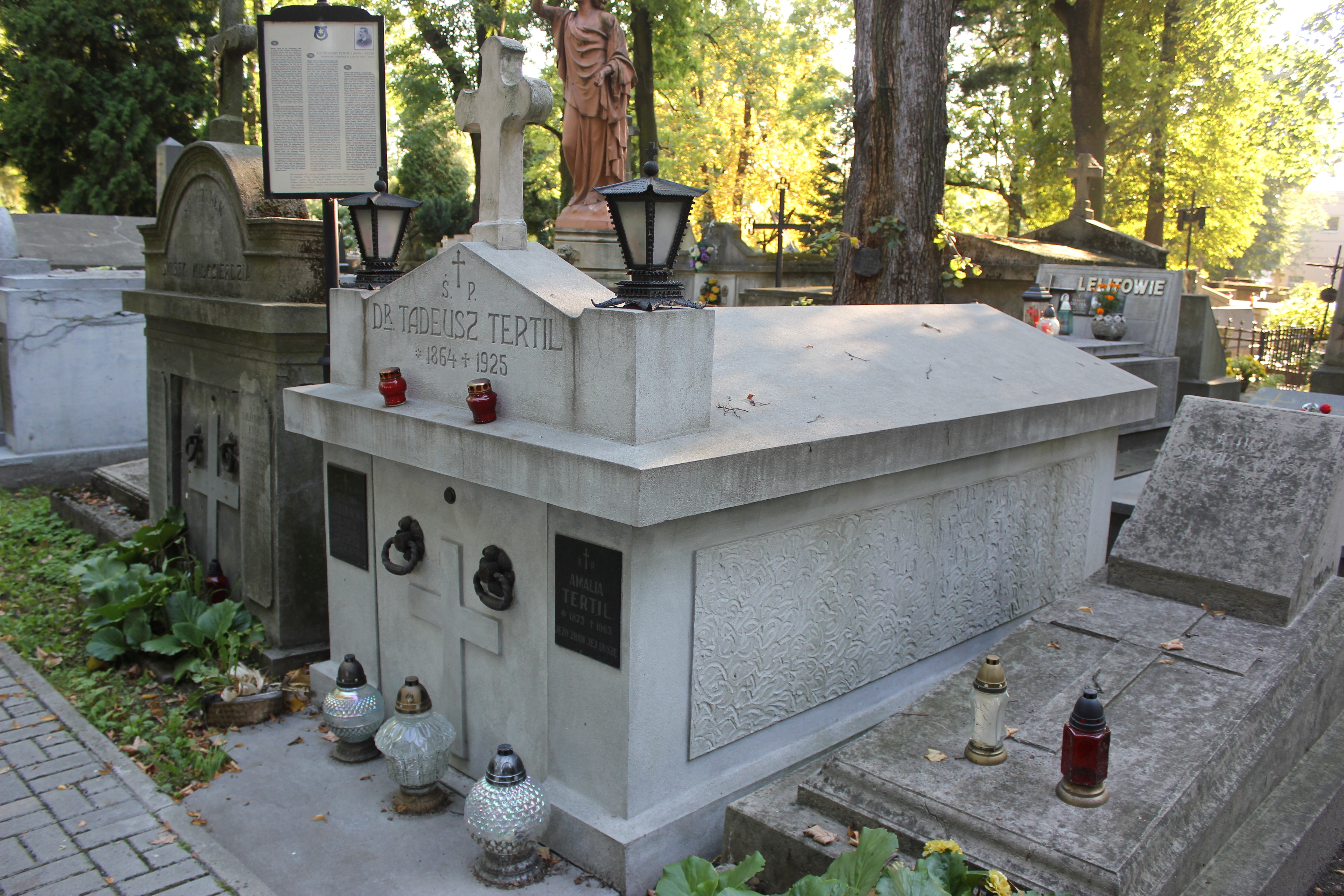
Grobowiec Tadeusza Tertila

Tadeusz Marian Tertil (ur. 7 września 1864 w Sanoku, zm. 31 marca 1925 w Tarnowie) – polski prawnik, polityk demokratyczny, burmistrz Tarnowa, poseł do Rady Państwa w Wiedniu i Sejmu Krajowego Galicji.

## Życiorys
Tadeusz Marian Tertil urodził się 7 września 1864 w Sanoku. Po zdaniu egzaminu dojrzałości przez rok kształcił się w Seminarium Duchownym w Przemyślu. Ukończył studia prawnicze na Wydziale Prawa Uniwersytetu Lwowskiego. Przeniósł się z rodziną do Tarnowa, gdzie rozpoczął praktykę adwokacką. Pracował w istniejącym od 1895 biurze, świadczącym bezpłatną pomoc prawną dla niezamożnych mieszkańców. W 1893 został członkiem tarnowskiego gniazda Polskiego Towarzystwa Gimnastycznego „Sokół” i w 1903 został wybrany na jego prezesa. Funkcję tę pełnił do czasu swojej rezygnacji w 1907.
Był członkiem Ligi Narodowej w latach 1906–1912. Początkowo związany ze Stronnictwem Demokratyczno-Narodowym od 1907 był działaczem i politykiem Polskiego Stronnictwa Demokratycznego. Od 1905 był radnym tarnowskiej Rady Miejskiej. Po rezygnacji w grudniu tegoż roku dotychczasowego burmistrza, Witolda Rogoyskiego, został na sesji w dniu 14 stycznia 1907 wybrany na nowego burmistrza. Urząd ten pełnił (z przerwą spowodowaną przez okupację Tarnowa przez wojska rosyjskie w latach 1914–1915) do 1923. Czas jego urzędowania zaznaczył się w mieście między innymi budową nowego dworca kolejowego, elektrowni i wodociągów miejskich (wszystkie trzy inwestycje oddano do użytku 24 listopada 1910), linii tramwajowej łączącej ulicę Lwowską z dworcem kolejowym (1911) i warsztatów kolejowych (1917). Według stanu z 1914 był członkiem zarządu Krajowego Związku Zdrojowisk i Uzdrowisk we Lwowie oraz rady nadzorczej Własnego Galicyjskiego Zakładu Kredytowego.
W latach 1908 i 1913 był wybierany posłem Sejmu Krajowego Galicji we Lwowie. Był także posłem do austriackiej Rady Państwa XII kadencji (17 lipca 1911 – 28 października 1918), wybranym z listy PSD w okręgu wyborczym nr 16 (Tarnów). Obydwie funkcje łączył ze sprawowaniem urzędu burmistrza Tarnowa. Po wybuchu I wojny światowej Tarnów został 10 listopada 1914 zajęty przez wojska rosyjskie. Rosjanie ustanowili w mieście komendanturę wojskową, likwidując władzę burmistrza. Pomimo możliwości wyjazdu, pozostał w Tarnowie, organizując pomoc dla mieszkańców. Po ponownym opanowaniu miasta przez wojska austriackie objął znów urząd burmistrza, chociaż po oskarżeniu o kolaborację z Rosjanami złożył w 1915 dymisję, która nie została przyjęta. W czerwcu 1918 został wybrany prezesem Koła Polskiego w Radzie Państwa. Do 1918 był wiceprezydentem związku dużych miast Galicji i członkiem głównej komisji gospodarki wojennej przy C. K. Ministerstwie Handlu.
Po utworzeniu 28 października 1918 w Krakowie Polskiej Komisji Likwidacyjnej Galicji i Śląska Cieszyńskiego wszedł z ramienia Polskiego Stronnictwa Demokratycznego w skład jej prezydium i objął funkcję zastępcy przewodniczącego. Dwa dni później, na posiedzeniu Rady Miejskiej w Tarnowie, przedstawił projekt uchwały, w której radni oddali się pod władzę rządu w Warszawie. Następnego dnia w Tarnowie rozbrojono żołnierzy austriackich, a władze miasta zaprzysiężono na wierność rządowi polskiemu. Był założycielem Unii Narodowo-Państwowej w 1922. Pozostał na stanowisku burmistrza miasta do swojej dymisji 13 września 1923, pełniąc jeszcze obowiązki do 25 października. Następnie powrócił do zawodu adwokackiego.
Zmarł nagle w Tarnowie 31 marca 1925 wskutek nierozpoznanego zapalenia wyrostka robaczkowego. Został pochowany w grobowcu rodzinnym na Starym Cmentarzu w Tarnowie.

## Życie prywatne
Tadeusz Tertil był synem Roberta Tertila (1833-1893, rodem z Węgier, od około 1863 do około 1866 praktykant konceptowy w urzędzie cyrkułu sanockiego, do około 1888 komisarz urzędu starostwa powiatu lwowskiego) i pochodzącej z Tarnowa Wilhelminy z domu Płońskiej (córka Karola Płońskiego, do około 1863 oficjalisy urzędu pomocniczego C. K. Sądu Krajowego w Krakowie; zmarła 12 lutego 1866 w wieku 27 lat na tyfus w Sanoku). Miał brata Ludwika Waleriana (ur. 1863), siostrę Helenę Marię (ur. 1865). Ojcem chrzestnym Tadeusza Tertila był Erazm Łobaczewski.

Jego żoną od 1896 była Amalia z domu Zollner (1873–1963, córka Karola, sędziego z Tarnopola). Ich dziećmi byli: Tadeusz (ur. 1897, zmarły 1939-1945), Wilhelmina (1890–1937, żona ppłk. i lekarza Stanisława Goździewskiego), Stanisław (1901-1957, inżynier), Władysław (1907-1990).

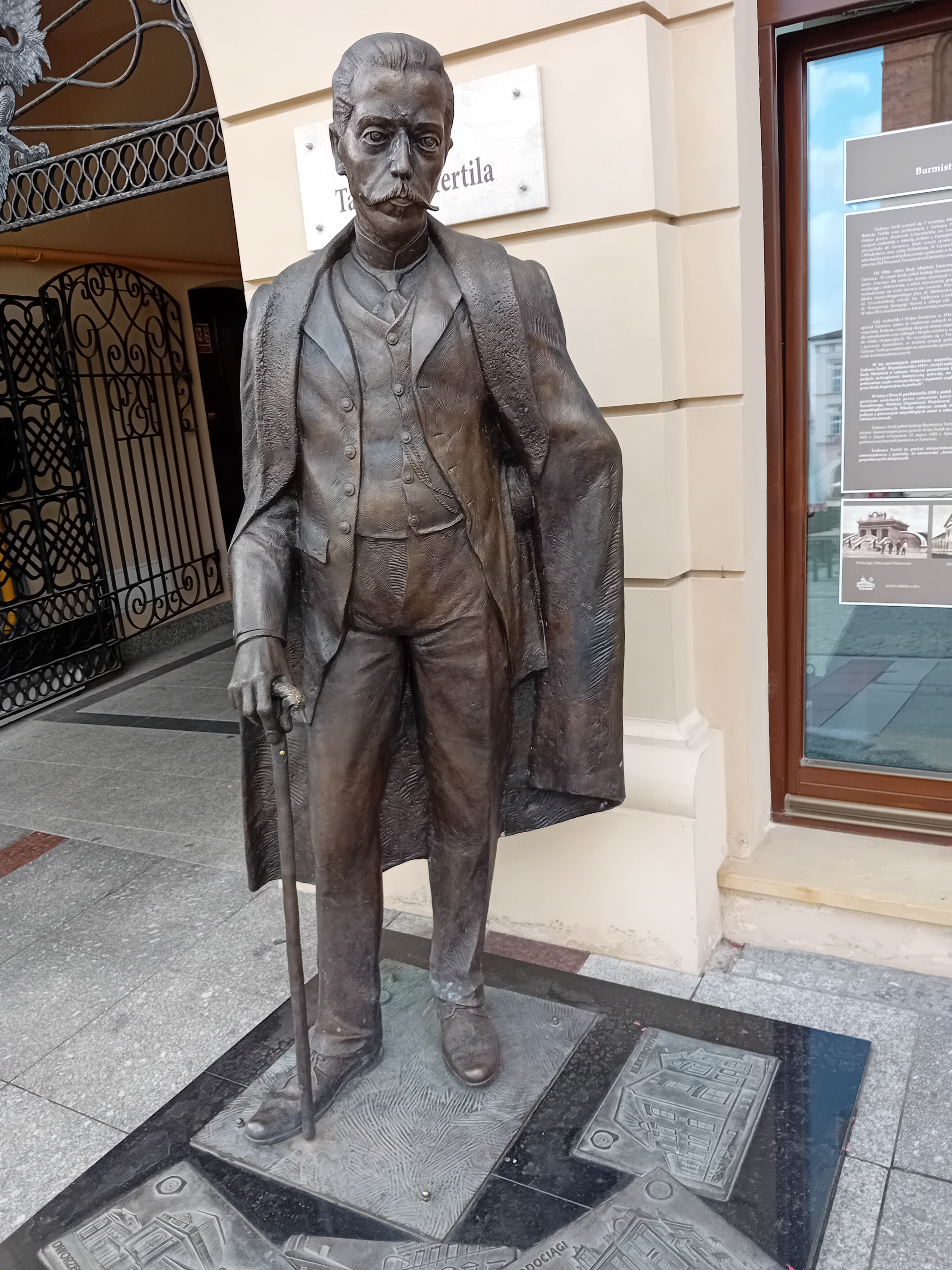
Pomnik Tadeusza Tertila w Tarnowie

## Upamiętnienie
Imieniem Tadeusza Tertila została nazwana w 1925 dotychczasowa ulica Lipowa w Tarnowie (po 1944 ul. 1 Maja, obecnie al. Solidarności). Współcześnie jego imię nosi pasaż, łączący tarnowski Rynek z placem Kazimierza Wielkiego, na terenie dwóch kamienic należących niegdyś do niego. W 2007 wmurowano w ścianę Ratusza tablicę pamiątkową poświęconą burmistrzowi a Rada Miasta i Rada Powiatu ustanowiły doroczną Nagrodę im. Tadeusza Tertila dla najlepszej pracy magisterskiej bądź licencjackiej poświęconej miastu i regionowi. W 2008 prezydent Lech Kaczyński odznaczył go pośmiertnie Krzyżem Komandorskim z Gwiazdą Orderu Odrodzenia Polski. 30 października 2018 na tarnowskim Rynku odsłonięto pomnik upamiętniający Tadeusza Tertila. W 2025 rada miejska w Tarnowie nadała mu tytuł "Honorowy Obywatel Tarnowa"